# Nemes család (sárpataki)
A sárpataki és tordátfalvi Nemes család egyike a XVII. században nemesített magyar családoknak.

## Története
Ez a család Erdélyből származik, elsőként Nemes György kapott Báthory Gábor erdélyi fejedelemtől 1609. július 25-én nemesi címerlevelet. Ebben a Gyulafehérvárott kelt levélben György összes jószágát és fiát, Mihályt is említik. A család egyik ága később Fehér vármegyébe, Sárpatakra költözött, ahonnan egyik előnevüket is vették. Később egy bizonyos Gábor már Küküllőben is birtokos volt. A család egy másik ága Tordátfalvára költözött át, onnan ered a másik előnevük. Megemlítendő még, hogy Nemes János fogarasi görögkatolikus püspök 1723. június 6-án személyes báróságot kapott III. Károlytól.

## Címere
Nagy Iván ezt írta:
A család czímere a paizs kék udvarában zöld téren álló kék ruhás magyar vitéz, jobb kezében kardot, a balban égő fáklyát tartva. A paizs fölött koronás sisak áll.